# Milky Milky Milk Tour
Milky Milky Milk Tour foi a quinta turnê mundial da artista musical estadunidense Miley Cyrus, em suporte de seu quinto álbum de estúdio Miley Cyrus & Her Dead Petz (2015). 
Em 19 de Dezembro de 2015, go90 transmitiu ao vivo o último show da turnê em Los Angeles.

## Antecedentes
"No meu último disco, tudo o que fazíamos envolvia computadores. Mas [The Flaming Lips são] músicos de verdade - eles conseguem alterar a tonalidade da música com precisão. Eu nunca vi nada parecido antes. Eles me acompanharam nesta jornada que é maior do que qualquer coisa que eu experienciei. É algo realmente profundo."

Cyrus descrevendo a transição artística que experimentou durante a produção do álbum.
Em outubro de 2013, pouco antes do lançamento do seu quarto álbum de estúdio Bangerz, Cyrus anunciou que já estava começando a elaborar o seu próximo disco, afirmando o seguinte: "Eu já estou em uma época diferente [da minha vida] da qual estava quando finalizei [Bangerz]". A artista declarou também que começou a sentir-se "desconectada da vida" em função de sua carreira e por isso "precisava de algo para trabalhar". Mais tarde, a cantora tornou-se amiga de Wayne Coyne e de sua banda The Flaming Lips; eles, consequentemente, se juntaram a Miley na turnê de apoio de Bangerz para algumas performances e também regravaram as canções "Lucy in the Sky with Diamonds" e "A Day in the Life" dos Beatles para o disco do grupo With a Little Help from My Fwends (2014). Encantada com a instrumentação ao vivo dos Flaming Lips e seu contraste dos elementos computadorizados de Bangerz, a artista começou a co-compor canções com a banda em maio de 2014 para seu próximo projeto ainda sem título, na esperança de concluí-lo logo após o fim da Bangerz Tour no final daquele ano.
O produtor Mike Will Made It, que teve grande envolvimento na elaboração de Bangerz, deu a entender que estava colaborando com Cyrus em um novo projeto em julho de 2014. No mês de dezembro seguinte, ele comentou que eles tinham criado até então seis faixas inacabadas para o disco dela. Naquele ano, a artista também cortou relações criativas com Dr. Luke em busca de uma "direção musical diferente", enquanto a cantora de punk rock Kathleen Hanna se ofereceu para ajudá-la na criação de um projeto que segundo ela "apenas Cyrus é ousada o bastante para fazê-lo".

## Repertório
Miley Cyrus and Her Dead Petz é um álbum experimental influenciado por diversos gêneros como pop psicodélico, rock psicodélico, pop alternativo, synthpop, art pop e space rock. Nos estágios iniciais de desenvolvimento, Cyrus descreveu o projeto como "um pouco psicodélico, mas sem se desvincular do pop". Mais tarde, o produtor Mike Will Made It declarou que o material "soa como uma Lana Del Rey country, exceto pelo fato de que é Miley quem está colocando seu coração para fora.
1. "Party in the U.S.A. (teaser)/Dooo It!"
2. "Love Money Party"
3. "1 Sun"
4. "The Floyd Song (Sunrise)"
5. "Something About Space Dude"
6. "Space Bootz"
7. "BB Talk"
8. "Fweaky"
9. "Bang Me Box"
10. "Lighter"
11. "Slab of Butter (Scorpion)"
12. "I Forgive Yiew"
13. "Milky Milky Milk"
14. "Miley Tibetan Bowlzzz
15. "Tiger Dreams"
16. "Pablow the Blowfish"
17. "Twinkle Song"

Encore
1. "Karen Don't Be Sad"
2. "Evil Is But a Shadow"
3. "We Can't Stop"

## Datas
| Data                   | Cidade           | País             | Local                   |
| América do Norte       | América do Norte | América do Norte | América do Norte        |
| ---------------------- | ---------------- | ---------------- | ----------------------- |
| 19 de novembro de 2015 | Chicago          | Estados Unidos   | Teatro Riviera          |
| 21 de novembro de 2015 | Detroit          | Estados Unidos   | The Fillmore Detroit    |
| 27 de novembro de 2015 | Washington, D.C. | Estados Unidos   | Echostage               |
| 28 de novembro de 2015 | Nova Iorque      | Estados Unidos   | Terminal 5              |
| 5 de dezembro de 2015  | Philadelphia     | Estados Unidos   | Electric Factory        |
| 6 de dezembro de 2015  | Boston           | Estados Unidos   | House of Blues          |
| 14 de dezembro de 2015 | Vancouver        | Canada           | Teatro Rainha Elizabeth |
| 19 de dezembro de 2015 | Los Angeles      | Estados Unidos   | Wiltern Theatre         |